# Class F/M
Class Feminin & Masculin, stylisé Class F.M, est le septième album studio du chanteur camerounais Petit-Pays, sorti en mai 1996.
Après une année 1995 marquée par son tout premier concert au Cameroun surnommé "LE DÉFI" au Stade Mbappé Leppé le 8 avril avec plus de 50.000 personnes réunies et par le premier album triomphal de son groupe Les Sans-Visas intitulé Korta (Les Dignitaires), Petit-Pays part à Paris pour travailler avec 22 musiciens étrangers sur son nouvel opus solo.
Il s'agit d'un album divisé en deux volumes : Class F (Feminin) destiné à la gent féminine, avec un style orienté Makossa Love et Class M (Masculin) destiné à la gent masculine, avec des chansons de Makossa dansantes.
Sur la pochette de son album Class F, Petit-Pays pose nu et se sert de ses mains pour cacher ses parties intimes. Il explique cela en disant que le fait d'exposer son corps est, pour lui, une manière de montrer son amour pour la femme. Cependant, sur la pochette arrière du disque qui est celle de Class M, on voit un Petit-Pays beaucoup plus recouvert.
À sa sortie en mai 1996, l'album créé la polémique, et peu de temps après, Petit-Pays quitte précipitamment le Cameroun. Toutes sortes de rumeurs apparaissent : on le dit rechercher pour atteinte aux bonnes mœurs et à la pudeur pour avoir posé nu sur la couverture de l'album, on le dit fou ou encore attaché et nu à Kribi. C'est ainsi que le 10 mai 1996, Joseph Beti Assomo, le sous-préfet de l'arrondissement Yaoundé III, prend la décision de censurer l'album dans le territoire camerounais.
Considéré comme un de ses meilleurs albums à ce jour par sa qualité, le disque détient le record des ventes au Cameroun avec plus de 50.000 albums vendus dès le premier jour de sa sortie.

## Pistes
| 1.       | Fais-moi Kâlin     | Petit-Pays "King of Makossa Love" | 5:10 |
| 2.       | Piquer             | Petit-Pays "King of Makossa Love" | 5:40 |
| 3.       | Ça va aller        | Petit-Pays "King of Makossa Love" | 6:07 |
| 4.       | Bobéé              | Petit-Pays "King of Makossa Love" | 5:45 |
| 5.       | Le Jour de ma mort | Petit-Pays "King of Makossa Love" | 5:53 |
| 6.       | Chauffer           | Petit-Pays "King of Makossa Love" | 4:57 |
| 7.       | Polissy            | Petit-Pays "Le Turbo d'Afrique"   | 6:18 |
| 8.       | Sooffa             | Petit-Pays "Le Turbo d'Afrique"   | 7:18 |
| 9.       | Tue-moi ce soir    | Petit-Pays "Le Turbo d'Afrique"   | 7:04 |
| 10.      | Mussima            | Petit-Pays "Le Turbo d'Afrique"   | 5:28 |
| 11.      | Marche arrière     | Petit-Pays "Le Turbo d'Afrique"   | 6:02 |
| 12.      | Polissy (Dubbing)  | Petit-Pays "Le Turbo d'Afrique"   | 6:17 |
| 01:12:00 |                    |                                   |      |